# Hwasong

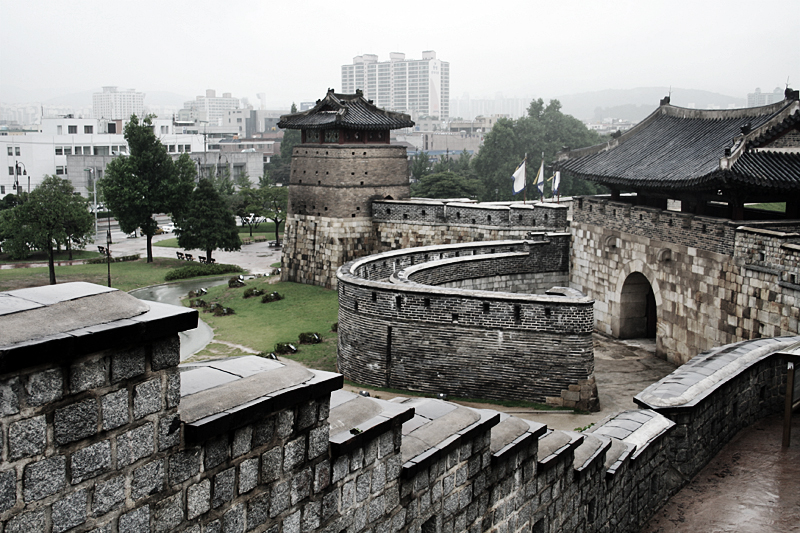
Hwasong

Hwasong är fortifikationen i staden Suwon, söder om Seoul i Sydkorea. Den stod klar 1796. Fästningen täcker både ett flackt område och ett kullrigt område, något som sällan syns i Östasien. Murarna är 5,52 km långa och det finns 41 bevarade faciliteter längs försvarsverket. Dessa består bland annat av fyra huvudportar, en dammlucka, fyra hemliga portar och ett signaleringstorn.
1997 sattes Hwaseong upp på Unescos Världsarvslista.